# كاريل هوفمان
كاريل هوفمان (بالتشيكية: Karel Hoffmann)‏ هو معلم موسيقى وعازف كمان تشيكي، ولد في 12 ديسمبر 1872 في براغ في التشيك، وتوفي بنفس المكان في 30 مارس 1936 بسبب سرطان.

## وصلات خارجية
- كاريل هوفمان على موقع ميوزك برينز (الإنجليزية)